# Andréas Georgiou
Pour les articles homonymes, voir Georgiou.
Andréas Georgiou (grec moderne : Ανδρέας Γεωργίου, né à Patras en 1960) est un économiste et statisticien grec. Le 2 août 2010, il est nommé président de l'Autorité Hellénique des Statistiques (ELSTAT). Il démissionne de ses fonctions le 2 août 2015.
En juillet 2016, le grec de la Cour Suprême confirme les poursuites judiciaires contre Georgiou pour avoir nui à "l'intérêt national", avec une peine encourue de 10 ans de prison,. En août 2017, il est condamné à deux ans de prison avec sursis.
Ces accusations sont critiquées par les autorités européennes, par de nombreux organismes statistiques (telles que l'American Statistical Association) ainsi que des associations de défense des droits de l'homme, pour qui M. Georgiou est devenu le bouc émissaire de la classe politique grecque".
En juin 2018, la Cour de cassation a confirmé la sentence,.

## Biographie

### Formation initiale
Andréas Georgiou a étudié à l'Athens College, puis à l'Amherst College, où il a obtenu son Baccalauréat ès Arts (Summa Cum Laude) en Économie et en Sciences Politiques-Sociologie. Il a reçu son Ph. D. en Économie de l'Université du Michigan avec une spécialisation en Théorie Monétaire et de la Politique de Stabilisation ainsi que dans le Commerce International et la Finance.
Il parle anglais, français, slovaque et russe.

### Au FMI
De 1989 à juillet 2010, il est salarié du Fonds Monétaire International (FMI). Il est chef de mission, responsable de la préparation, de la négociation et de suivi des programmes économiques avec les pays membres du FMI. De mars 2004 à juillet 2010, il est le chef de division adjoint au Département des Statistiques du FMI. Au cours de cette période, il dirige notamment les travaux du programme de la statistique de la méthodologie de développement et de diffusion de nouveaux indicateurs de la stabilité des systèmes financiers (Indicateurs de Solidité Financière).
Parallèlement, il enseigne l'économie à l'Université du Michigan, et est professeur invité à l' Université d'Économie de Bratislava. Il dirige des séminaires et des cours dans les méthodes statistiques pour le personnel du FMI ainsi que des représentants de l'état de plus de 120 pays.

### A la tête de l'ELSTAT
En 2010, il décide de renoncer à son poste au FMI, à Washington, et de retourner dans son pays natal. En janvier 2010, l'institut européen Eurostat avait livré un rapport accablant sur des chiffres truqués par l'Office grec de la statistique, rattaché au Ministère des Finances. Nommé à la tête du service, rebaptisé ELSTAT, il mène une « révolution administrative » avec l'appui d'Eurostat. Cependant le syndicat des employés d’Elstat, qui critique des statistiques trop franches, exige que Georgiou soit relevé de ses fonctions, l'accusant d'être « un homme de paille de nos créanciers ».
Il démissionne le 2 août 2015, affirmant avoir « informé le Ministre des finances de sa decision de ne pas accepter la prolongation de son contrat ».

### Après la démission
En août 2016, la Cour Suprême grecque demande l'ouverture d'un procès contre lui, au motif qu'il aurait surestimé les déficits et la dette du pays. Il est rapidement défendu par les commissaires européens Valdis Dombrovskis, Pierre Moscovici et Marianne Thyssen qui affirment que les données de la dette publique grecque de 2010 à 2015 ont été totalement fiables, et appellent les autorités grecques à préserver l'indépendance du système statistique grec (Hellenic Statistical System).
Il est cité début 2017, par l'édition Europe du journal Politico en 9e position dans une liste de 28 personnalités « who are shaping, shaking and stirring Europe ». Il affirme avoir craint pour sa vie, mais ne regrette pas un seul instant être retourné en Grèce en 2010. Retourné aux États-Unis, il habite désormais le Maryland.
Il est condamné une première fois en mars 2017, à 12 mois de prison par un tribunal grec, puis le 1er août 2017, à deux ans de prison avec sursis.